# Paradiso (metropolitana di Torino)
Paradiso è una stazione della metropolitana di Torino, situata nel quartiere Borgata Paradiso in corso Francia, presso via Podgora: rappresenta il primo scalo nel territorio di Collegno (oltre al capolinea ovest Fermi), a pochi passi dal confinante comune di Torino.

## Storia
La fermata è stata inaugurata nel febbraio 2006, in seguito all'apertura della prima tratta della metropolitana torinese, allora limitata al tragitto che collegava XVIII Dicembre a Fermi.
All'interno della stazione, sono presenti delle opere di Ugo Nespolo raffiguranti simboli dell'industria torinese.

## Fermata
La stazione è dotata di biglietterie automatiche ed è adattata alle esigenze delle persone disabili. In superficie sono presenti le fermate degli autobus delle linee 33 e 36.

## Interscambi
La stazione consente l'interscambio con la rete di superficie GTT e con la stazione di Grugliasco.

## Servizi
- Biglietteria automatica